# أليس وبوب

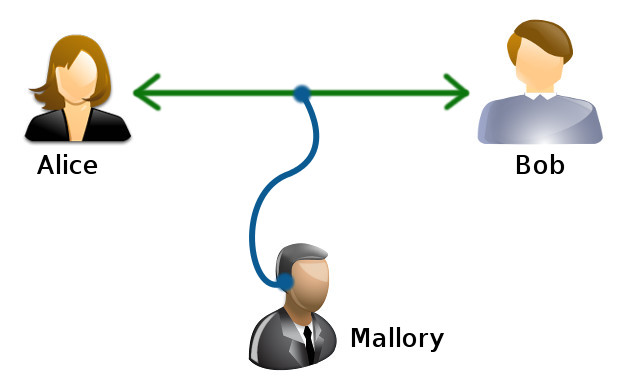

أليس وبوب شخصيتان خياليتان تُستخدمان عادةً عناصراً بديلة في النقاشات حول أنظمة وبروتوكولات التشفير، وأيضاً في أدبيات العلوم والهندسة الأخرى حيث يشارك مُشاركون عدّة في تجربة فكرية. ابتكر رون ريفيست وآدي شامير وليونارد أدلمان شخصيتي أليس وبوب في بحثهم المنشور عام 1978 بعنوان «طريقة للحصول على التوقيعات الرقمية وأنظمة التشفير بالمفتاح العام». لاحقًا، أصبحا نموذجين شائعين في العديد من المجالات العلمية والهندسية، مثل التشفير الكمي ونظرية الألعاب والفيزياء. مع انتشار استخدام أليس وبوب، أُضيفت شخصيات أُخرى، ولكل منها أحياناً معنى خاص. لا يُشترط أن تشير هذه الشخصيات إلى أشخاص؛ بل إلى وكلاء عاديين قد يكونون أجهزة كمبيوتر مختلفة أو حتى برامج مختلفة تعمل على جهاز كمبيوتر واحد.

## لمحة عامة
أليس وبوب هما اسما شخصيتيْن خياليتيْن يُستخدمان لتسهيل الفهم. على سبيل المثال، يُعتقد أن عبارة "كيف يُمكن لبوب إرسال رسالة خاصة (م) إلى أليس في نظام تشفير بمفتاح عام؟" أسهل في الوصف والفهم مقارنةً بصيغة "كيف يُمكن لـ (ب) إرسال رسالة خاصة (م) إلى (أ) في نظام تشفير بمفتاح عام؟".
هذه الأسماء تقليدية، ويمكن عند الاقتضاء استخدام أسلوب تذكيري مُكرر مثل "مالوري" بدلًا من "خبيث" لربط الاسم بالدور النمطي لذلك الشخص.

## تاريخ الأسماء
غالبًا ما استخدمت الأوراق العلمية حول التجارب الفكرية التي شارك فيها عدة مشاركين الأحرف للتعريف بهم: أ، ب، ج، إلخ.
أول ذكر لأليس وبوب في سياق التشفير كان في مقالة ريفست وشامير وأدلمان عام ١٩٧٨ بعنوان "طريقة للحصول على توقيعات رقمية وأنظمة تشفير بالمفتاح العام". وكتبوا: "في سيناريوهاتنا، نفترض أن أ و ب (المعروفين أيضًا باسم أليس وبوب) مستخدمان لنظام تشفير بالمفتاح العام".  قبل هذه المقالة، كان خبراء التشفير يشيرون عادةً إلى مُرسِلي ومستقبلي الرسائل بالرمزين أ و ب، أو رموز بسيطة أخرى. في الواقع، في المقالين السابقين لريفست وشامير وأدلمان، اللذين قدّما نظام تشفير آر إس إيه، لم يرد ذكر لأليس وبوب. ربما استُوحي اختيار الأسماء الثلاثة الأولى من فيلم بوب وكارل وتيد وأليس [الإنجليزية]
.

## وصلات خارجية
- تاريح أليس وبوب.